# Frýdlantská vodárenská společnost
Frýdlantská vodárenská společnost (ve zkratce FVS, IČ 25496565) je firma zabývající se rozvodem pitné vody a čištění vody odpadní v obcích Frýdlantského výběžku na severu České republiky. Vznikla roku 2004, kdy se transformovala Frýdlantského vodárenského sdružení. Akcionáři společnosti je všech osmnáct obcí ve výběžku. Za rok 2014 zařadila firmu mezinárodní analytická společnost Bisnode ve svém hodnocení mezi sto nejstabilnějších firem v České republice podle takzvaného Czech Stability Rating.
Do správy společnosti patří dvě úpravny vody, a to ve Frýdlantě a v Bílém Potoce. Jejich modernizace si vyžádala náklady ve výši 374 milionů korun (Frýdlant 167 milionů, Bílý Potok 207). S úhradou vydání pomohla dotace z Operačního programu Životní prostředí v hodnotě 300 milionů.
Firma se také podílela na vybudování rozhledny na Supím vrchu, který se nachází východně od města Frýdlant. Vyhlídka je instalovaná na tamním vodojemu, který slouží coby záloha pitné vody pro město a též pro Raspenavu. Z rozhledny je možné zahlédnout frýdlantský hrad a zámek.